# لاتکوویچ
لاتکوویچ (به صربی: Latković) یک منطقهٔ مسکونی در صربستان است که در ییگ واقع شده‌است.